# Alfonso (Philippines)
Pour les articles homonymes, voir Alfonso.
Alfonso est une municipalité de la province de Cavite, aux Philippines.